# جوني ووكر (لاعب كرة قدم)
جوني ووكر (بالإنجليزية: Johnny Walker)‏ (12 ديسمبر 1973 بغلاسكو في المملكة المتحدة - ) هو لاعب كرة قدم بريطاني في مركز الوسط. لعب مع غريمسبي تاون وهاميلتون أكاديميكال ونادي سكاربورو ونادي مانسفيلد تاون ونادي كينغستونيان ونادي غرينوك مورتون ونادي بوسطن يونايتد ونادي كلايدبانك ‏.

## وصلات خارجية
- جوني ووكر على موقع قاعدة بيانات كرة القدم.إي يو (الإنجليزية)